# Antoine de Vienne
Antoine de Vienne (mort le février 1552) est un ecclésiastique qui fut évêque de Chalon de 1532 à  1552.

## Biographie
Antoine de Vienne est le fils de Louis baron de Ruffey et d'Isabelle de Neufchâtel. Il cumule les bénéfices ecclésiastiques avec les abbayes cisterciennes dont il est déjà l'abbé régulier ou commendataire : Vauclair, Maizières, Saint-Seine, Barlerne,  de la Ferté (1506-1549) et Notre-Dame de Molesme (1511-1545). Lorsqu'il est nommé en 1532 à l'évêché de Chalon par le roi François Ier en vertu du Concordat de Bologne de 1516, le chapitre de chanoines accepte de l'élire afin de conserver une apparence d'indépendance.
En 1548, il reçoit somptueusement le roi Henri II de France dans sa cité épiscopale. Il meurt d'apoplexie en février 1552 et est inhumé dans son abbaye Notre-Dame de Molesme. Le siège épiscopal demeure ensuite de facto vacant car l'évêque désigné Jean de Levis ne prend jamais possession et se contente de faire administrer son bénéfice par un économe.